# Dark Sector
Dark Sector — компьютерная игра, разработанная канадской компанией Digital Extremes. Международным издателем консольных версий является японская компания D3 Publisher; издателем и локализатором на русский язык выступила фирма «Новый Диск». Игра поступила в продажу весной 2008 года для консолей Xbox 360 и PlayStation 3; версия для персонального компьютера была выпущена 22 января 2009 года в России (в коробочном варианте) и 23 марта того же года стала доступна для продажи на английском и французском языках через сервис цифровой дистрибуции Steam.

## Игровой процесс
Компьютерная игра Dark Sector выполнена в жанре шутера с видом от третьего лица. Геймплей похож на Resident Evil 4 и Gears of War: реализована система укрытий, возможность выглядывать и стрелять из-за угла, а также переход в режим спринта — быстрого бега на короткие дистанции. Виртуальная камера, подобно таковой в Resident Evil 4, находится за правым плечом главного героя. Шкалы здоровья в игре, как и в ряде современных игр, нет. Определить, насколько травмирован герой, можно по цвету экрана. Также о том, что здоровья у игрока слишком мало, можно узнать по звуку частого сердцебиения, которое включается в звуковую атмосферу игры.
Боевая система Dark Sector построена на сражениях при помощи холодного оружия — глефы — смеси сюрикэна и бумеранга. Глефа обладает большим числом функций, без которых игру невозможно пройти; кроме того, по мере прохождения главное оружие героя претерпевает множественные изменения и улучшения. Глефу можно «заряжать» огнём, электричеством и льдом, использовать для подбирания предметов, также можно управлять направлением её полёта и т. д.
Помимо глефы в игре присутствует огнестрельное оружие, как стационарного, так и носимого типа (например, пистолет), а также гранаты. Оружие, подобранное со врагов, можно использовать только определённое количество времени, после чего оно самоуничтожается — далее игроку необходимо покупать оружие на «чёрном рынке». Деньги на покупки, как и предметы для апгрейдов (улучшений оружия), предлагается искать на локациях.

## Сюжет
Действие игры разворачивается в альтернативном будущем, в вымышленной стране Ласрии (англ. Lasria), стране-сателлите России. В советские времена в Ласрии произошла вспышка опасного вируса, т. н. «Техноцита», превращающего живые существа в агрессивных мутантов, постепенно обрастающих металлом и эволюционирующих. Со временем эти мутанты приобретают различные сверхъестественные способности. Впоследствии, заражение было подавлено войсками, образцы вируса и некоторые твари, необходимые для экспериментов, были закрыты в специальной лаборатории.
Спустя некоторое время в Ласрии начинается новое заражение, в чём повинен бывший агент ЦРУ Мезнер, ставший предателем в корыстных целях. Его пытается устранить главный герой, сотрудник Сил специального назначения Армии США Хайден Тэнно (англ. Hayden Tenno). В ходе выполнения операции он сам заражается вирусом. Это приводит к тому, что его рука обрастает металлом, и её продолжением становится глефа, особое метательное оружие. Главный герой пробивается через толпы мутантов и солдат, чтобы устранить опасность.

## Разработка
Изначально игра задумывалась как смесь научно-фантастического экшена от третьего лица и ролевой игры, действие которой разворачивается на краю солнечной системы. В тело главного героя, по ранней задумке разработчиков, должны были быть вшиты кибер-имплантаты, которые давали бы возможность управлять временем и пространством. Персонаж должен был выполнять сюжетные и второстепенные задания, заниматься торговлей и участвовать в многопользовательских сражениях. Также, согласно предварительному обзору, который был размещён на сайте Absolute Games в 2000 году, Digital Extremes планировала задействовать в качестве игрового движка модифицированный Unreal Engine первой версии.
В новости, размещённой на сайте 3DNews в январе 2005 года игра описывается как «фантастический стелс-экшн, ориентированный на одиночное прохождение», при этом о сетевых боях более не сообщается. Предполагалось, что игра будет использовать собственный движок компании — Sector Engine.
Новые подробности о разработке Dark Sector появились в 2006 году. В частности, стал известен издатель игры (D3 Publisher), приблизительная дата выпуска игры (третий квартал 2007 года), платформы, на которых выйдет игра (PlayStation 3, Xbox 360 и ПК) и некоторые детали об окончательном варианте сюжета:

Футуристические базы сменились пейзажами захолустного городка, что находится где-то в сердце России. Туда с особо секретной миссией прибывает агент ФБР для изучения некой «опасности». Та вскоре сама находит героя, просверливает ему черепную коробку, внедряет в мозг паразита, а потом… убивает заокеанского гостя. (…) Разумеется, умирать агент и не собирался. Проснувшись, он обнаружил: а) жуткого вида металлическую клешню вместо правой руки; б) букет сверхспособностей, подаренных мозговым паразитом (без вездесущей регенерации здоровья дело не обошлось). Вокруг него царит хаос: заражённые местные жители отбиваются от бригады «чистильщиков», присланных в район для уничтожения болезни и её носителей.

В конце 2006 года появились данные о том, что версия игры для персонального компьютера выпущена не будет. Дата выхода игры для игровых консолей была перенесена на первый квартал 2008 года.
13 февраля 2008 года стало известно о запрете выпуска игры в Австралии. OFLC, организация, которая ставит возрастной рейтинг играм, отказалась классифицировать Dark Sector в связи с высоким уровнем насилия.
Выход игры для приставок Xbox 360 и PlayStation 3 состоялся весной 2008 года. Окончательный вариант Dark Sector построен на собственной технологии Digital Extremes — Evolution Engine. Таким образом, на протяжении периода создания проекта, игровой движок менялся трижды. Главного героя игры в английской версии озвучил Майкл Розенбаум, известный зрителям по популярному телесериалу «Тайны Смолвиля».
Примечательно, что ранее отменённая версия для ПК поступила в продажу в России 22 января 2009 года. Издателем выступила компания «Новый Диск», заказав локализацию студии Hedgehog Riders, также «Новый Диск» была ответственна за портирование. У зарубежных игроков возможность приобрести английскую или французскую версию игры для персонального компьютера появилась в марте, покупку можно осуществить посредством системы Steam.
Коробочная версия была выпущена позднее компанией Aspyr.
В 2012 году компания Digital Extremes представила новую игру — многопользовательский шутер Warframe, идея и сюжет которого перекликается с ранними вариантами концепции Dark Sector.

## Рецензии и оценки
| Сводный рейтинг          | Сводный рейтинг              |
| Агрегатор                | Оценка                       |
| ------------------------ | ---------------------------- |
| GameRankings             | 73,24 % (X360) 73,14 % (PS3) |
| Metacritic               | 66 % из 100 %                |
| Иноязычные издания       |                              |
| Издание                  | Оценка                       |
| Game Informer            | 7,5 из 10                    |
| GamePro                  | 60 из 100 %                  |
| GameSpot                 | 70 % из 100 %                |
| GameStar                 | 68 из 100 %                  |
| GameTrailers             | 7,3 из 10                    |
| GameZone                 | 75 % из 100 %                |
| IGN                      | 77 % из 100 %                |
| OXM                      | 5,5 из 10                    |
| PC Gamer (UK)            | 48 из 100 %                  |
| PC Zone                  | 58 из 100 %                  |
| WorthPlaying             | 60 из 100 %                  |
| X-Play                   | 2 из 5                       |
| PC Games (Германия)      | 77 % из 100 %                |
| Thunderbolt              | 70 из 100 %                  |
| Play (Poland)            | 70 из 100 %                  |
| Computer Games Online RO | 69 из 100 %                  |
| LEVEL (Czech Republic)   | 60 из 100 %                  |
| Русскоязычные издания    |                              |
| Издание                  | Оценка                       |
| 3DNews                   | 6,5 из 10                    |
| Absolute Games           | 48 % из 100 %                |
| «Игромания»              | 7 из 10                      |

Игра Dark Sector получила преимущественно положительные оценки от специализированной прессы. В частности, общий балл, согласно рейтингу оценок Metacritic, составляет 66 % из 100 %.
Американский сайт IGN оценил игру в 77 % из 100 %. Обзор проводился на основе PC-версии игры. Автор статьи отметил сильную графическую составляющую и боевую систему, которая сравнима с Gears of War.
Аналогичный балл поставил игре рецензент германоязычного журнала PC Games, отозвавшись об игре как о «простом и безостановочном экшене», сравнив, однако, сюжет с фильмами категории «B».
Достаточно неплохую оценку — 70 % из 100 % — Dark Sector получила от известного сайта GameSpot. К отрицательным сторонам игры автор обзора отнёс отсутствие возможности многопользовательской игры через Интернет (в окончательном варианте игры доступны только сражения по локальной сети).
Наиболее низкие оценки, согласно рейтингу Metacritic — 48 % из 100 % — поставили игре русскоязычный сайт Absolute Games и великобританская версия журнала PC Gamer. Автор обзора на Absolute Games подводит итог следующими словами: «Предсказуемая с первой секунды и до титров, завёрнутая в одеяло из шаблонов, без капли адреналина в крови, Dark Sector проплыла по реке забвения длиной в восемь лет, а люди… не оглянулись».
Другие русскоязычные издания поставили Dark Sector более высокие оценки. Так, оценка журнала «Игромания» составила 6,5 из 10 баллов, а сайт 3DNews.ru похвалив в своём обзоре игру за качественную технологическую составляющую и оригинальную реализацию боёв при помощи глефы, поставил игре те же 6,5 баллов из 10, отметив «вторичный сюжет» и «неудачный дизайн уровней».

## Игровой движок
Игровой движок, как главный технологический компонент игры, несколько раз менялся компанией Digital Extremes на протяжении восьмилетнего срока разработки. Первоначально планировалось использовать усовершенствованную версию движка Unreal Engine 1 разработки Epic Games — это, вероятно, обусловлено тем фактом, что Digital Extremes неоднократно сотрудничала с компанией-разработчиком технологии. Впоследствии сообщалось о том, что движок заменён на Sector Engine, собственную разработку компании, которая, возможно, была модифицированной версией Unreal Engine 1.
Окончательный вариант игры использует движок Evolution Engine, полностью созданный силами Digital Extremes. Согласно интервью с руководителем проекта Стивом Синклером, на разработку собственной технологии, вместо использования актуального на то время Unreal Engine 3, компанию подвигли проблемы с функционированием третьей версии движка на консоли PlayStation 3.
Evolution Engine поддерживает множество постэффектов обработки изображения, в том числе bloom и глубину резкости; также движком активно используется различные методы цветокоррекции, шейдерные эффекты и техника SSAO для освещения. Движок различно оценивался игровыми изданиями. Сайт Overclockers.ua в своей рецензии на игру описал его так: «атмосферное визуальное наполнение, шикарные постэффекты — всё это делает игру на голову лучше серой мазни, которой нас потчуют в играх на базе Unreal Engine 3».